# Trachymene heterophylla
Trachymene heterophylla är en flockblommig växtart som beskrevs av Ferdinand von Mueller. Trachymene heterophylla ingår i släktet Trachymene och familjen flockblommiga växter. Utöver nominatformen finns också underarten T. h. tepperi.